# Lioubymivka (oblast de Kherson)
Lioubymivka (en ukrainien : Любимівка, en russe : Любимовка) est une commune urbaine de l'oblast de Kherson, en Ukraine. Elle compte 5 525 habitants en 2021.

## Histoire
Le 22 décembre 2022, durant l'invasion de l'Ukraine par la Russie, l'administration russe d'occupation de l'oblast de Kherson déclare qu'Andreï Chtepa, principal responsable de Lioubymivka « était mort tragiquement après l'explosion d'une automobile provoquée par des terroristes ukrainiens. »

## Galerie

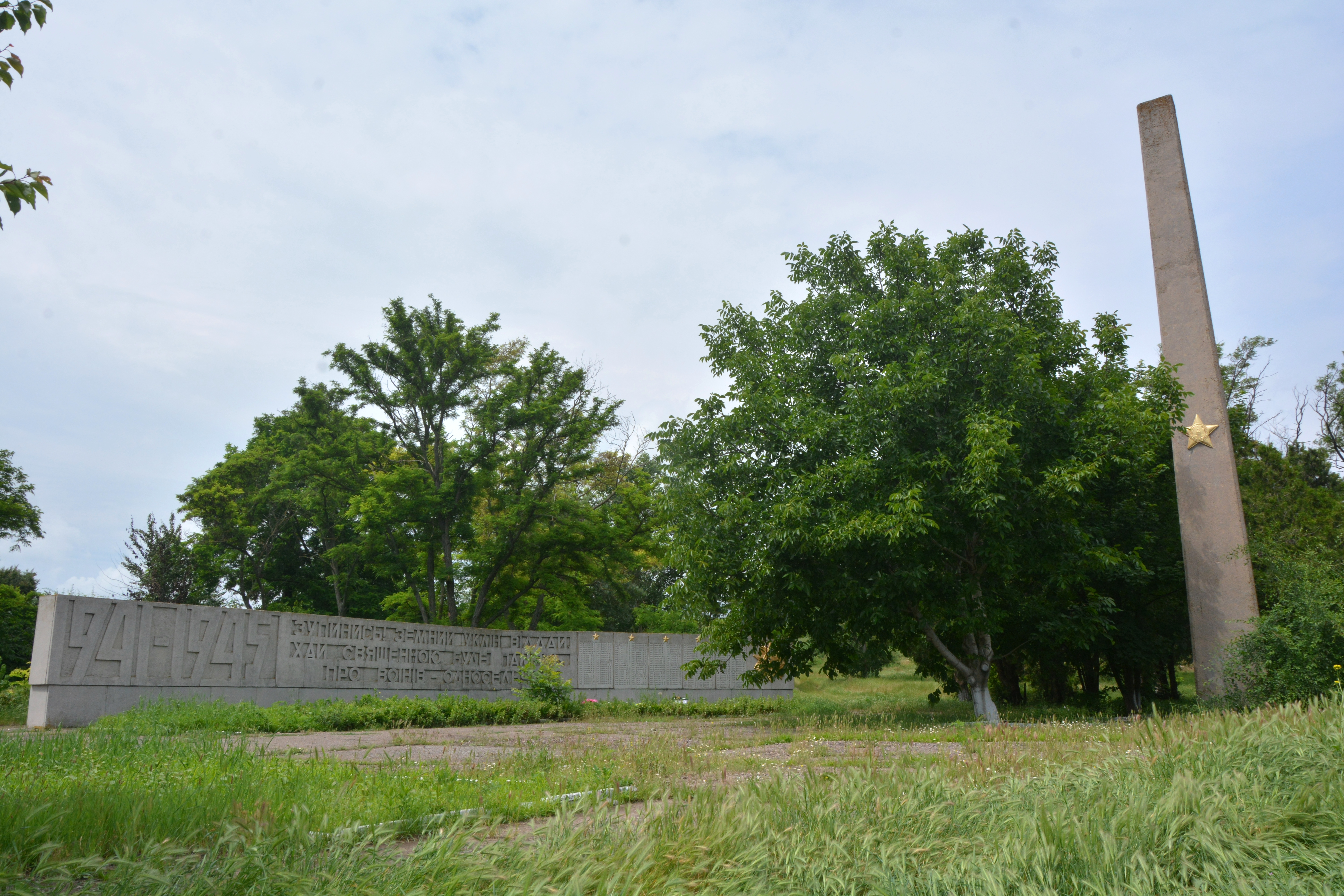
centrer|Mémorial de la Seconde Guerre mondiale.
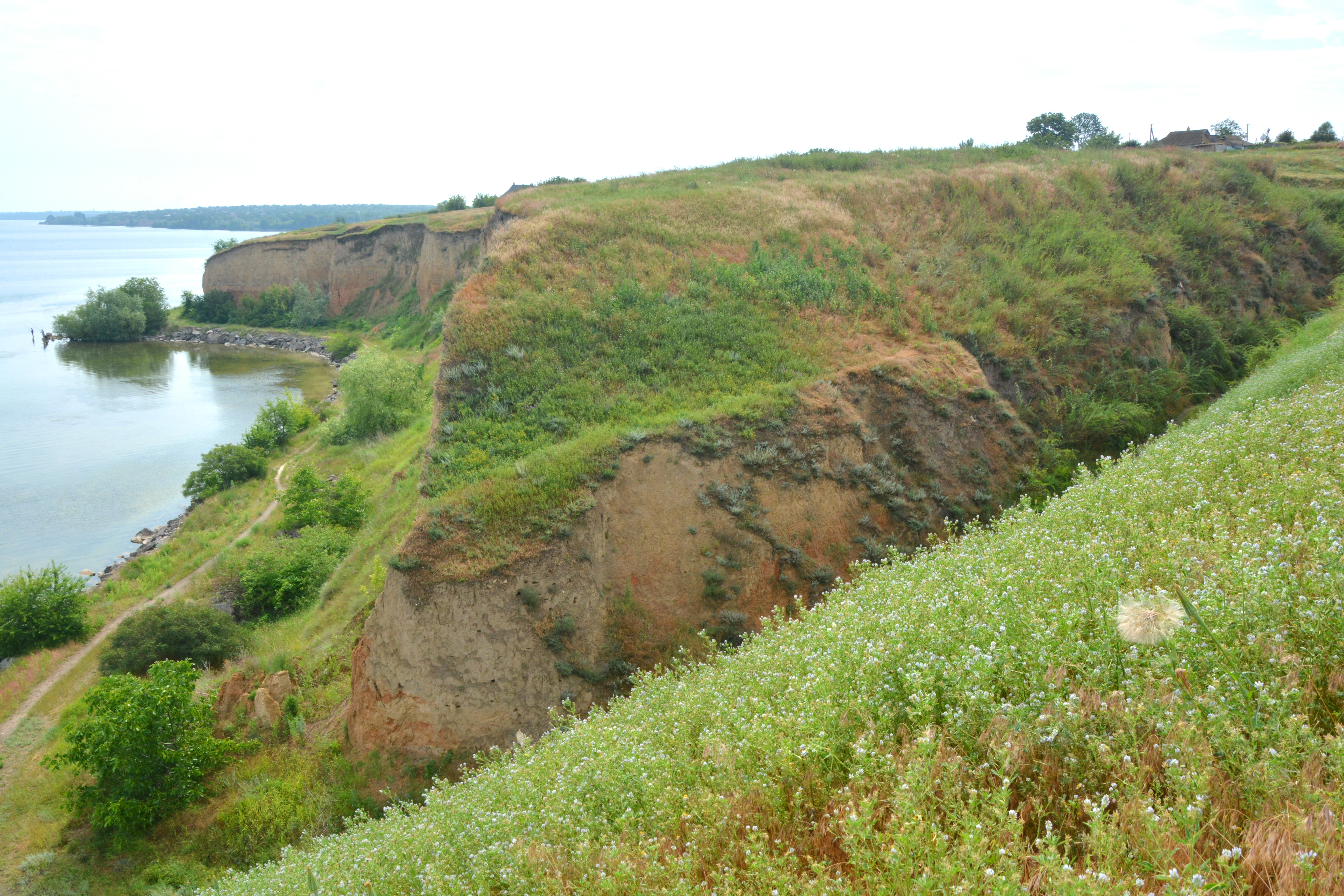
centrer|Fort de Lioubymivka.